# José de Córdoba y Rojas
José de Córdoba y Rojas, noto anche come José de Córdova (San Fernando, 6 aprile 1774 – Potosí, 15 dicembre 1810), è stato un militare spagnolo.
Si distinse durante le invasioni britanniche del Río de la Plata e, in seguito, nelle file dell'esercito fedele alla corona spagnola durante le guerre d'indipendenza ispanoamericana. Dopo essere stato sconfitto nella battaglia di Suipacha, fu catturato e fucilato per ordine di Juan José Castelli, membro della Giunta provvisoria di governo delle province del Río de la Plata.

## Biografia
Figlio dell'alto ufficiale della Real Armada José de Córdoba y Ramos, futuro protagonista della battaglia di Capo San Vincenzo, José de Córdoba y Rojas nacque a San Fernando, nei pressi di Cadice, il 6 aprile 1774; nel 1787 si arruolò in marina e tre anni dopo ne divenne ufficiale (alférez de fragata).
Assegnato alla postazione navale di Montevideo, nel 1806 partecipò alla riconquista di Buenos Aires durante la prima invasione britannica; in questa occasione entrò nel forte di Buenos Aires, occupato dai britannici, per chiedere la resa del loro comandante William Carr Beresford. I suoi meriti durante questa e la successiva invasione britannica gli permisero la promozione a capitano di fregata.
A seguito della ribellione della città di Chuquisaca, nell'Alto Perù, nel 1809 fu inviato dal viceré Baltasar Hidalgo de Cisneros come aiutante di Vicente Nieto con il compito di sedare la rivolta.
Dopo la Rivoluzione di Maggio, Córdoba si trovò al comando dell'avanguardia realista a Tupiza, incaricato da Nieto di affrontare l'avanzata dell'esercito creato dal nuovo governo di Buenos Aires; la ribellione delle città dell'Alto Perù che si trovavano alle sue spalle gli impedì di ricevere rinforzi dal viceré del Perù. Il 27 ottobre 1810 respinse l'esercito rivoluzionario di Antonio González Balcarce nella battaglia di Cotagaita. Dopo aver ricevuto i rinforzi che Nieto gli aveva inviato da Potosí, nonostante il parere contrario del suo superiore decise di passare all'offensiva, venendo però duramente sconfitto il 7 novembre nella battaglia di Suipacha.
Córdoba fu catturato da una pattuglia di patrioti dopo che Balcarce aveva rifiutato la sua offerta di passare allo schieramento avversario; il 15 dicembre 1810 fu fucilato assieme a Nieto ed al governatore Francisco de Paula Sanz nella piazza di Potosí per ordine del commissario della giunta di Buenos Aires, Juan José Castelli.